# إبراهيم بن علي الكفعمي
هو إبراهيم بن عليّ بن حسن بن صالح (840 هـ - 905 هـ). لقبه أبو التقي، هو فقيه وشاعر وأديب.

## ولادته ونسبه
ولد في بلدة كفرعيما سنة 840 هجرية، وإليها نسبته (الكفعمي)وهي من قرى جبل عامل، قرب جبشيت واقعة في سفح جبل مشرفة على البحر، وهي اليوم خراب وآثارها وآثار مسجدها باقية.
أما أصل آبائه فمن قرية اللويزة وأبوه سكن جباع ثم انتقل إلى كفرعيما فولد ابنه الشيخ إبراهيم فيها.

## والده وإخوته
يظهر أن هذه العائلة من الوالد إلى الأبناء قد اشتغلت بتحصيل العلوم الشرعية:
1. والده: الشيخ زين الدين علي بن الحسن العاملي[4]، من العلماء.
2. الشيخ شمس الدين محمد الجبعي العاملي (ت ـ 886 هـ) وهو من كبار العلماء والجدّ الأعلى للشيخ البهائي.
3. الشيخ جمال الدين أحمد بن علي بن الحسن بن محمد بن صالح بن إسماعيل اللويزي الكفعمي، من المؤلفين المشهورين للشيعة، من كتبه «زبدة البيان في عمل شهر رمضان»[5]، وهو معروف بالشيخ جمال الدين الجبعي.

## وفاته ومدفنه
تاريخ وفاته مجهول، ففي بعض المصادر أنه توفي في سنة 905هـ، وفي بعض المواضع أنه توفي سنة 900هجرية. ودفن في كفرعيما وبعد حين خربت القرية، فلما خربت اختفى قبره، وظل مستوراً بالتراب إلى ما بعد المائة الحادية عشرة لا يعرفه أحد حتى ظهر عند حرث تلك الأرض، وعرف بما كتب عليه هو: هذا قبر الشيخ إبراهيم بن علي الكفعمي، وعُمِّر وصار مقصوداً من النّاس.

## أساتذته
من أساتذته:
1. والده الشيخ علي الكفعمي وهو من مشايخ الإجازة
2. الشيخ حسين بن مساعد الحسيني
3. السيّد علي بن عبد الحسين بن سلطان الموسوي الحسيني صاحب كتاب "رفع الملامة"
4. الشيخ شمس الدين المشغري.
5. الشيخ علي النباطي العاملي:[6] من أساتذة الشيخ الكفعمي[7]

## مؤلّفاته
له مؤلفات في العديد من المجالات وخاصة في الأدعية والآداب ومنها:
1. الجُنة الواقية والجنة الباقية-المعروف به مصباح الكفعمي
2. البلد الأمين والدرع الحصين
3. شرح الصحيفة المسمّى: بالفوائد الطريفة ـ أو الشريفة ـ في شرح الصحيفة السجادية.
4. رسالة المقصد الأسنى ـ أو المقام الأسنى ـ في تفسير الأسماء الحسنى.
5. رسالة في محاسبة النفس اللوّامة وتنبيه الروح النوّامة
6. نهاية الإرب في أمثال العرب
7. قراضة النضير
8. مجموع الغرائب وموضوع الرغائب
9. اللفظ الوجيز في قراءة الكتاب العزيز
10. الرسالة الواضحة في شرح سورة الفاتحة
11. حياة الأرواح ومشكاة المصباح
12. التلخيص في مسائل العويص
13. زهر الربيع في شواهد البديع
14. لمع البرق في معرفة الفرق
15. فرج الكرب وفرح القلب.
16. تاريخ وفيات العلماء.
17. الحديقة الناضرة.
18. العين المبصرة
19. محاسبة النفس ؛ ويليه كشف الريبة عن أحكام الغيبة

## بلاغته
له العديد من الخطب المسجّعة، وله شعر ونثر وقصائد طوال وأراجيز جيدة. وجميع هذه القصائد والخطب مبثوثة في كتبه المتقدمة.